# Ophiothrix dyscrita
Ophiothrix dyscrita är en ormstjärneart som beskrevs av Clark 1915. Ophiothrix dyscrita ingår i släktet Ophiothrix och familjen Ophiothrichidae. Inga underarter finns listade i Catalogue of Life.